# Радовицкий, Симон
Симон Радовицкий (исп. Simón Radowitzky, пол. Szymon Radowicki, укр. Симон Радовицький; 10 сентября 10 ноября 1891, Степановка, ныне Криничанский район, Днепропетровская область — 29 февраля 1956, Мехико, Мексика) — аргентинский анархист еврейского происхождения родом из Украины. Один из самых известных заключенных колонии в Ушуае («Тюрьме на краю света») на Огненной Земле, где он отбывал пожизненное заключение за убийство Рамона Лоренсо Фалькона, начальника полиции, ответственного за жестокое подавление рабочих выступлений в ходе «Красной недели» 1909 года в Буэнос-Айресе.

## Биография

### В рабочем движении: от Екатеринослава до Аргентины
В детстве его семья переехала в Екатеринослав, где родители надеялись дать своим детям образование. Этим планам не было суждено сбыться, и, чтобы добыть деньги на пропитание, в возрасте 10 лет Симон вынужден начать работать подмастерьем слесаря, где, ночуя под обеденным столом мастера, впервые слушал споры о революции между 14-летней дочерью мастера и её друзьями.
В 14 лет устроился на фабрику, где принял участие в первой своей забастовке за 8-часовой рабочий день. В ходе разгона рабочих казаками Симон получает сабельное ранение груди, которое на полгода приковывает его к постели, после чего следует его первый тюремный срок (4 месяца заключения за распространение листовок и брошюр). Как он рассказывал впоследствии своему товарищу Аугустину Сухи: «Я тогда очень мало знал о разнице между революционными теориями в рабочем движении. Больше инстинктивно, чем по какой-то еще причине, своими товарищами по борьбе я выбрал самых радикальных из всех левых».
Во время первой русской революции 1905 года организовал на металлургическом заводе в Екатеринославе акцию памяти жертв Кровавого воскресенья в Санкт-Петербурге, был вторым секретарём рабочего Совета у себя на заводе, а после её разгрома — отправлен этапом в Сибирь, откуда совершает побег и в 1908 году перебирается в Буэнос-Айрес (Аргентина), где он устраивается на работу механиком и присоединяется к группе анархистов-эмигрантов из Российской империи, с которыми снимает жильё.

### Покушение, заключение и попытка побега

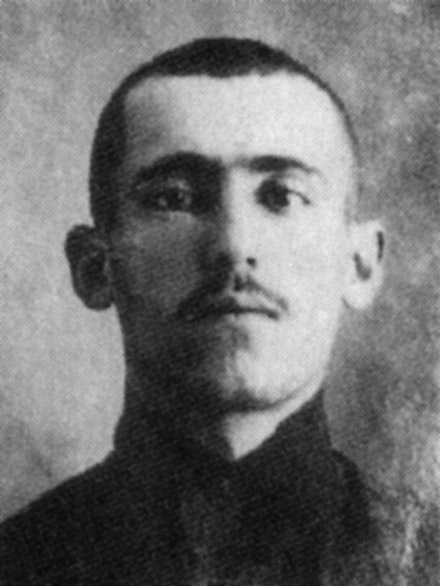
Снимок задержанного Радовицкого.

После того, как в 1909 году 30-тысячная первомайская демонстрация, в первых рядах которой шёл Радовицкий, была разогнана кавалерией и расстреляна жандармами по приказу начальника полиции полковника Рамона Лоренсо Фалькона по прозвищу «Бешеный пёс» (погибло по крайней мере 8 рабочих, ещё 105 получили ранения), а объявленная рабочими всеобщая стачка, направленная против прекращения репрессий (полицейским террором, приправленным антисемитской кампанией против «российско-еврейских мятежников», была ознаменована вся «Красная неделя»), не дала результатов, Симон решил отомстить.
14 ноября 1909 года Радовицкий бросил в экипаж начальника полиции бомбу, которая убила Фалькона и его помощника. Когда террориста поймали в двух кварталах от места взрыва, он собирался покончить жизнь самоубийством, но, выстрелив себе из револьвера в грудь с криком «Да здравствует анархия!», остался жив.
Покушавшийся был приговорён к высшей мере наказания, но из-за молодого возраста Радовицкого смертную казнь заменили пожизненным заключением. Поначалу он содержался в Национальной тюрьме, но после побега 13 заключённых (включая двух анархистов) его в угольном бункере судна отправили на Огненную Землю в составе группы из 62 заключенных.

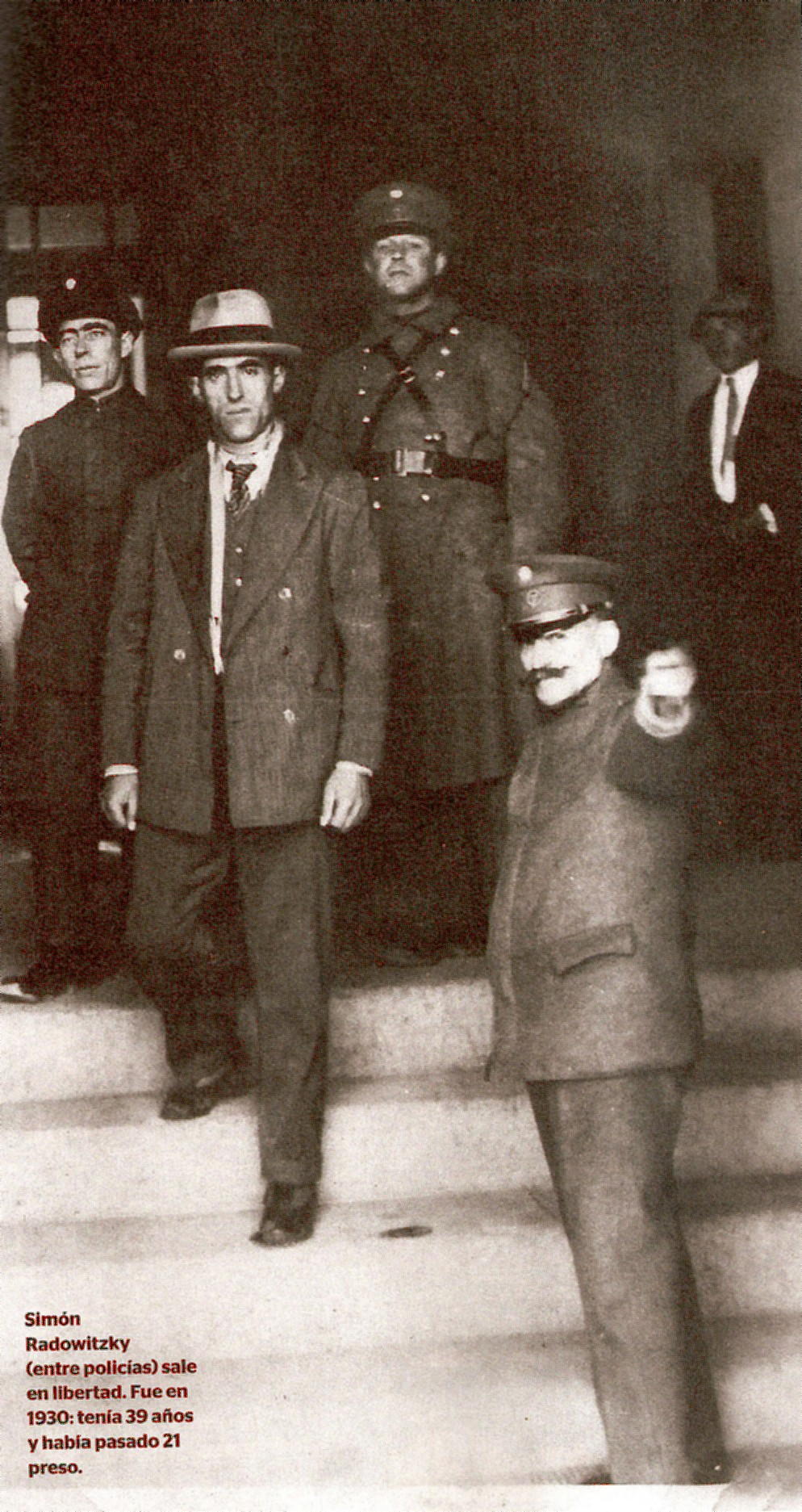
Симон Радовицкий после освобождения из «Тюрьмы на краю света», 1930 год.

В тамошней колонии Ушуая он подвергался пыткам и жестокому обращению, включая сексуальное насилие со стороны охранников; не раз объявлял голодовки протеста. Однажды — в 1918 году — ему почти удалось сбежать из тюрьмы, но судно контрабандиста, подобравшего беглеца, было перехвачено чилийским флотом и после 23 дней на свободе Радовицкий был отправлен назад в тюрьму, где на два года был помещен в карцер.

### Борьба за освобождение
Анархисты, правозащитники и пресса в Буэнос-Айресе продолжали проводить кампании в поддержку Радовицкого. Когда в 1913 году анархистская газета «Ла Протеста» опубликовала о нём статью, полиция совершила налет на редакцию и конфисковала «подрывной» номер, а автора статьи и главного редактора (Аполинарио Барреру, которого затем осудят за организацию побега Радовицкого) посадили в тюрьму. 
Крупнейшая анархистская организация страны, ФОРА, выступала против террористических методов борьбы, но всегда поддерживала анархистов-политзаключённых. В мае 1929 года ФОРА организовала 24-часовую всеобщую стачку с требованием освободить Радовицкого. 
В итоге, под давлением рабочего движения Аргентины спустя 21 год заключения Радовицкий был помилован в апреле 1930 года. Помилования добилась известная журналистка Сальвадора Медина на аудиенции у президента Иполито Иригойена.

### Дальнейшие скитания: Уругвай, Испания, Франция, Мексика
Он был депортирован из Аргентины в Уругвай, но после того как там воцарилась диктатура Габриэля Терры, его снова арестовали на полгода и выслали на уругвайский остров Айла де Флорес. Он уже собирался переехать в СССР, но передумал. Более того, он написал открытое письмо Коммунистической партии Уругвая и Всеобщей конфедерации труда страны, в котором заявлял, что не собирается быть пропагандистским инструментом в руках какой-либо партии, и отверг их поддержку, напоминая о репрессиях против анархистов в Советском Союзе. 
В итоге, Радовицкий уехал в 1936 году в Испанию, чтобы воевать на стороне республиканцев в гражданской войне. Воюя на Арагонском фронте в составе анархистской 28-й дивизии Грегрио Ховера, он сдружился с одним из основателей ФОРА Антонио Касановой. Затем Симон работал в Барселоне в культурном отделе массового анархо-синдикалистского профсоюза Национальная конфедерация труда. После поражения антифранкистских сил был помещён в лагерь для интернированных во Франции. 
Оттуда Радовицкий эмигрировал в Мексику, где один поэт устроил его в консульство Уругвая. К концу Второй мировой войны он работал в мексиканском отделении Международного комитета спасения и помощи политическим беженцам от фашизма и войны в Европе, а также писал для мексиканских анархистских изданий.
Умер от сердечного приступа в Мехико, где работал на фабрике детских игрушек. Его немецкий товарищ-анархист Аугустин Сухи, с которым они сотрудничали в Мексике, писал: 
Со смертью Радовицкого, одного из последних социальных революционеров русской революции 1905 года, ушел один из лучших идеалистов международного рабочего движения
Историю его жизни описал английский автор Брюс Чатвин в книге «В Патагонии» (In Patagonia). К столетию убийства Фалькона в 2009 году вышел исторический сериал «То, что нам оставило время» (Lo que el tiempo nos dejó), в котором Радовицкого сыграл актёр Родриго де ла Серна.